# Искандер (ракетни систем)
9K720 Искандер (рус. 9K720 Искандер; назив према НАТО класификацији: SS-26 Stone) је мобилни балистички ракетни систем кратког домета који производи и користи руска војска. Ракетни системи (Искандер-М) требало би да замене застареле системе ОТР-21 Точка, које још увек користе руске оружане снаге, у временском периоду до 2020. године. Искандер има неколико различитих конвенционалних бојевих глава, укључујући бојеву главу за касетну муницију, бојеву главу са појачаним експлозивним дејством која садржи експлозивно гориво и ваздух, бојеву главу са високом експлозивном фрагментацијом, пенетратор за земљу као и за разбијање бункера и електромагнетни импулсни уређај за антирадарске мисије. Ова ракета пројектована је тако да може на себи носити и нуклеарне бојеве главе. У септембру 2017, генерални конструктор КБ Машиностројенија (КБМ) Валериј М. Кашин рекао је да постоји најмање седам типова ракета (а можда и више) за систем Искандер, укључујући ту и једну крстарећу ракету.

## Историја
Копнена верзија система Искандер представљала је други покушај Русије да замени старију совјетску ракету Скад. Њен први покушај замене, у виду система ОТР-23 Ока, елиминисан је према одредбама из ИНФ уговора. Радови на пројектовању балистичког ракетног система Искандера започели су у децембру 1988. године, првобитно их је спроводио и њима руководио конструктор ракетног наоружања КБМ Сергеј Непобедими, али на њих није имао значајнијег утицаја распад СССР-а из 1991. године.
Прво успешно лансирање спроведено је 1996.
У септембру 2004. године, на састанку са високим званичницима одбране који су на њему извештавали председника Владимира Путина о изради буџета намењеног за одбрану за 2005. годину, руски министар одбране Сергеј Иванов говорио је том приликом о завршетку статичких испитивања новог тактичког ракетног система под називом Искандер. Он је рекао да ће систем ући у серијску производњу 2005. године, а да ће већ крајем те године Русија имати бригаду тих система у свом наоружању. У марту 2005, један извор у руској одбрамбеној индустрији изјавио је за Интерфакс-АВН-у да постоји могућност развоја нових ракета домета 500–600 км, заснованих на постојећим тактичким ракетним системима Искандер-Е. Он је, међутим,тада рекао да тај процес "може потрајати и до пет а можда и шест година".
Календарске 2006. године покренута је серијска производња тактичког балистичког ракетног система Искандер-М, а систем је затим у своје наоружање усвојила и руска војска. Према извештајима сазнаје се да су трошкови производње ракетног система у 2014. смањени за трећину помоћу смањења марже од 20% коју је применио произвођач ракета у свакој фази ланца снабдевања компонентама са кумулативних 810% на маржу од 21% која се примењује само на готов производ.
Постојао је извештај од стране ГосНИИП-а,тј. конструкторског бироа који прави смернице за крстареће ракете,о томе да је Русија завршила сва државна испитивања „копнених ракета 9М728/9М729 као и њихове модернизоване верзије“.
У новембру 2016. године руска војска објавила је да је у току процес модернизације система Искандер-М.
 Извештаји су показали да је више иностраних земаља показало своје интересовање за куповину извозне верзије Искандера, али је таква могућност изнесена у јавност тек почетком фебруара 2017. год.
Према једностраним тврдњама Сједињених Америчких Држава изнета је тврдња да су крстарећим ракетама 9М728/9М729 (Нато класификација SSC-X-7/SSC-X-8) које користи Искандер-К прекршен Уговор о ИНФ јер је њихов процењени домет наводно већи од 500 км.

## Дизајн
Балистичка ракета Искандер супериорнија је од свог претходника,по имену Ока. Систем Искандер-М састављен је од две једностепене вођене ракете на чврсто гориво, модела 9М723К1. Сваки од њих може се контролисати током целе путање свог лета и опремљен је неодвојивом бојевом главом. Сваком од ракета која је размештена на возилу-носачу може се извршити гађање независно од друге ракете у размаку од свега неколико секунди. Мобилност (покретљивост) лансирне платформе Искандера отежава противнику сваки покушај усмерен ка спречавању лансирања ове ракете.
Циљеви се могу лоцирати (открити ) не само путем сателита и авиона, већ и путем конвенционалног обавештајног центра, артиљеријског посматрача или помоћу фотографија из ваздуха скенираних и похрањених у компјутер. Ракете се могу поново репрограмирати у погледу задатог циља и током њиховог лета у случају гађања мобилних циљева. Још једна јединствена карактеристика Искандер-М  је оптички вођена бојева глава, која се такође може контролисати путем шифрованог радио преноса, укључујући ту и оне из АВАКС-а или беспилотних летелица. Електро-оптички систем за навођење пружа јој могућност самоусмеравања. Рачунар на спољном делу ракете има задатак да прима слике мете, затим да се нишаном закачи на саму мету и да се према њој спушта надзвучном брзином.
У почетној фази потисна сила узгона, тј векторска контрола потиска (КВП) остварује се помоћу графитних лопатица сличних по распореду тактичким балистичким пројектилима серије В-2 и Скад. Према неким гласинама, у току свог лета ова ракета прати квази-балистичку путању, изводећи маневре избегавања у завршној фази лета и том приликом успева да ослобађа мамце како би продрла у системе противракетне одбране (амерички званичници су потврдили употребу мамаца у бар неким верзијама ове ракете ). Ракета никада не напушта атмосферу јер прати релативно равну путању. Пројектил се током целог лета контролише гасодинамичким и аеродинамичким спољним контролним површинама. Том приликом такође користи и мала пераја како би смањио свој радарски одраз.
Руски Искандер-М лети хиперсоничном брзином од 2100–2600 м/с (6–7 Маха) и на висинама од 50 км. Тежина ракете Искандера-М износи 4.615 кг, док на себи носи бојеву главу од 710–800 кг, а има ефективан домет од 500 км и приликом гађања остварује вероватну кружну грешку (вкг) од 5–7 метара (када је повезан са оптичком главом за навођење; 30–70 м у аутономној примени ).
Искандер је тактички ракетни систем дизајниран за употребу у сукобима различитог степена интензитета. Приликом његовог конструисања осмишљена је могућност да овај систем носи бојеве главе конвенционалног или термонуклеарног оружја за гађање малих и површинских циљева (покретних и непокретних), у које се могу бити уврштени непријатељско ватрено оружје, ваздушна и противракетна одбрана, командна места и комуникациони чворови и трупе у својим зонама концентрације, међу други. Систем стога може уништити и активне војне јединице и циљеве како би на тај начин деградирао способност непријатеља за вођење рат. Према руским тврдњама, површина циља коју уништава једне бојеве главе износи 25.000 квадратних метара, односно око два фудбалска терена.
Током 2007. год извршено је пробно гађање новом ракетом намењеном овом систему (и лансеру), а то је крстарећа ракета Р-500, са дометом ефективне примене до 2000 км или више. Тренутно, систем „Искандер-М“, опремљен крстарећим и балистичким пројектилима, испоручује се руској војсци. Током 2013. ракетне бригаде армије први пут добиле су ракете опремљене новим системом управљања. Од 2018. год. ракетни комплекс Искандер добио је могућност за гађање статичних морских циљева.
Систем се може транспортовати разним транспортним средствима, укључујући и авионе.
У случају када носи нуклеарно оружје, процењена снага бојеве главе која се на основу пројектованог капацитета поставља на ракету може имати снагу од 5 до 50 килотона ТНТ-а (21 до 209 ТЈ) (Искандер-М).

## Историја употребе

### Русија
Прва документована употреба Искандера забележена је током руско-грузијског рата у којем је према извештајима западних новинских агенција наводно убијен холандски новинар Стен Сториманс 12. августа 2008. у Горију.На име, по основу њихових извештаја састављеног на основу истраге холандске владе откривено је да је један фрагмент од 5 мм из противпешадијске подмуниције, коју је носила ракета Искандер, убио холандског новинара.
У септембру 2009. године руска војска је објавила своје планове да „у кратком року“ распореди ракете Искандер на одређеним положајима у свим војним областима Русије.
Према извештају Стратфора из 2010. године у Русији је било стационирано и оперативно пет бригад а ракетних Искандер, односно 26. ракетна бригада у граду Луга, Лењинградска област, јужно од Санкт Петербурга; 92. ракетна бригада на Каменки, код Пензе у области Волге; 103. ракетна бригада у Улан-Удеу, северно од Монголије; 107. ракетна бригада у Семисточном, на Далеком истоку; и 114. ракетна бригада код Знаменска, на северном Кавказу.
У јуну 2013. године откривено је да је Русија распоредила неколико балистичких ракетних система Искандер-М у Јерменији на непознатим локацијама. Током 2016. год, медији су објавили да је Јерменија добила један дивизион ракетних система Искандер.
У новембру 2014, амерички генерал Бридлав изјавио је да су руске снаге које су „способне да буду нуклеарне“ премештене на полуострво Крим, које је Руска Федерација анектирала у марту, а следећег месеца украјинске оружане снаге објавиле су да је Русија распоредила једну дивизију ракетних система Искандер на територији полуострва која је према њиховим наводима оспособљена да нанесе нуклеарни удар. Званичници руског министарства спољних послова објаснили су поседују право на распоређивање нуклеарног оружја на полуострву, које је до тог периода било општепризнато као саставни део Украјине, тј.у децембру 2014. и јуну 2015. године.
У марту 2016. године, према неким тврдњама најмање један систем Искандер наводно је био распоређен и у руској ваздушној бази Хмеимим у Сирији. У јануару 2017. израелска компанија је тврдила да су сателитске фотографије потврдиле распоређивање у Сирији.
Према извештају Фокс њуза почетком фебруара 2017. године, четири ракете Искандер наводно су испаљене на циљеве сиријске опозиције у провинцији Идлиб у Сирији.
Током Руске специјалне операције у Украјини 2022. године, Русија је лансирала неколико пројектила Искандер преко своје границе у Украјину као део свог напада. Овде су током своје примене ове ракете показале своју раније слабо познату способност за коришћење мамца како би збуниле системе противваздушне одбране противника. Верује се да је ова технологија била строго чувана тајна и да није интегрисана у ракете Искандер које се извозе ван територије Русије. Од 23. априла 2022. Русија је распоредила више јединица опремљених системима Искандер-М у Белгородској области на растојању свега 60 км од границе са суседном Украјином.

### Калињинградска област
У новембру 2008. године, руски председник Дмитриј Медведев је у свом првом годишњем обраћању Савезној скупштини Русије најавио планове за распоређивање ракета Искандер у Калињинградској области, иначе најзападнијој територији Русије на југоисточној обали Балтичког мора, у слују даљег приближавања САД, руским западним границама, помоћу њиховог европског система одбране од балистичких ракета. Амерички председник Барак Обама 17. септембра 2009. Најавио је отказивање пројекта америчке противракетне одбране у Пољској и Чешкој. Следећег дана, Москва је наговестила да би заузврат могла да откаже своје планове за размештање ракета система Искандер у Калињинграду; неколико дана касније, Медведев је потврдио своју одлуку да се ракете не размештају.
Према незваничним извештајима руских медија, Русија је распоредила ракете Искандер у Калињинградској области у оквиру својих војних вежби у марту 2015. године.
Дана 8. октобра 2016, руска војска потврдила је да је преместила ракете Искандер-М у своју Калињинградску област, додајући да је тај потез део рутинских вежби и да се догађао више пута раније у току војних вежби и да ће се обављати и у будућности. Неколико дана касније, председник Одбора за одбрану руске Државне думе Владимир Шаманов прокоментарисао је да је пребацивање ракетних система Искандер-М у Калињинградску област извршено ради сузбијања потенцијалних претњи од стране америчких ракетних одбрамбених објеката који су били стационирани у Европи, као и оних офанзивних који би накнадно могли бити стационирани.
Почетком фебруара 2018. Шаманов је потврдио да је Русија распоредила не идентификовани број ракета Искандер у Калињинградској области. Неколико дана раније, локални војни команданти саопштили су да су у Калињинградској области, као и у Северној Осетији, завршене такозване „парк зоне“ за размештање ракета Искандер.

### Јерменија
Јерменија је наводно користила своје ракетне системе Искандер против азербејџанских снага током рата у Нагорном Карабаху 2020. Према непотврђеним тврдњама бившег председника Јерменије Сержа Саргсјана, ракете су биле испаљене на град Шуши након његовог заузимања од стране азербејџанских снага током последњих дана рат. Одговарајући на ове тврдње, премијер Никол Пашињан није ни потврдио ни демантовао ову тврдњу да је на Шуши испаљиван систем Искандер, али је имплицирао то да ракете које су лансиране наводно нису експлодирале или су експлодирале само „у око 10 одсто случајева“. Тврдње јерменског премијера су одбацили бројни руски парламентарци и војни експерти, као и бивши министар одбране Јерменије Сејран Охањан (под којим је Јерменија набавила ракете).Руско Министарство одбране објавило је саопштење у којем се тврди да ракете Искандер уопште нису коришћене током рата у Нагорном Карабаху 2020. Још једну тврдњу изнео је анонимни азербејџански званичник рекавши да су јерменске снаге испалиле ракету Искандер на престоницу Азербејџана Баку у последњим данима рата у Нагорно-Карабаху 2020. године, али да ју је наводно оборио израелски ПВО систем Барак 8. Запослени у Азербејџанској Националној агенцији за противминску акцију, који су у Шушију вршили деминирање и чишћење територија од мина и граната, 15. марта открили су према неким наводима олупину пројектила Искандер-М са идентификационим бројем 9М723.

## Варијанте

### Искандер-М
Варијанта намењена оружаним снагама Русије садржи две врсте квазибалистичких ракета са изнаком 9М723 и званичним дометом од 415 км,а по неким гласинама и до 500 км. Брзина сваке ракете износи од 6–7 маха, висина лета одвија се у распону од 6–50 км,ова ракета је оспособљена је да лети у стелт ражиму као и носи нуклеарно оружје, током лета је активно контролисана у свим фазама, а не само по балистичкој путањи лета. Непосредно након лансирања и по свом приближавању циљу, ракета извршава интензиван маневар у циљу избегавања антибалистичких пројектила. Ова ракета стално маневрише, односно током свог целог лета.

### Искандер-К
"К" се користи као ознака, за Крилату ракету ("крылатая ракет").Је варијанта намењена ношењу различитих типова крстарећих ракета. А тренутно укључује:
- 9М728 (Нато класификација SSC-X-7) познат и као Р-500 – са висином лета до 6 км, и званичним дометом до 500 км,[71] као и аутоматским подешавањем путање,тј. кретања, праћењем рељефа на терену у току свог лета.[69] Ракета је развијена на бази пројектила 3М10, 3М54/3М14 и Кх-101/102 и може је лансирати на циљ и варијанта Искандер-М.
- 9М729 (Нато класификација SSC-X-8) – је нова ракета дугог домета која представља наводно копнену верзију ракетног комплекса 3М14 Калибар-НК са дометом између 300–3.400 миља (480–5.470 км) и може бити базирана чак и на крстарећој ракетами са ознаком Кх-101 која оспособљена за ваздушно лансирање и остварује домет од преко 5.500 km (3.400 mi).[72][73] Према податцима Руске Федерације, њен домет износи свега 480 км, а посебно развијени самоходни лансер може носити 4 ракете. Ракета 9М729 поседује бојеву главу већег учинка и нови систем управљања којим остварује већу прецизност. Већина делова и компоненти за ракете 9М728 и 9М729 идентичног су састава.[74]

Тренутно постоји 7 различитих типова балистичких и крстарећих ракета намењених за обе варијанте ракетног система Искандер.

### Искандер-Е
"Е" представља ознаку за извозну верзију од руске речи Експорт. Директор државне корпорације Ростек Сергеј Чемезов прокоментарисао је да је ракетни комплекс Искандер озбиљно офанзивно оружје које може да носи нуклеарну бојеву главу. Овај балистички ракетни систем налази се на војној листи производа забрањених за извоз. Ракетни комплекси Искандер не могу да се извозе.
У 2016. Јерменија, руски савезник и чланица Организације уговора о колективној безбедности (ОДКБ), постала је прва страна земља која је управљала овим системом. Искандер-Е има максимални домет до 280 км, у складу са ограничењима Режима контроле ракетне технологије за извоз, и опремљен је поједностављеним инерцијалним системом навођења. Лети на спљоштеној путањи испод 50 км висине, омогућавајући тиме аеродинамичко управљање помоћу репних пераја, као и мање предвидљиву путању лета и прецизну испоруку бојевог терета на циљ.
 Систем такође може да користи ракете које носе бојеве главе са касетном муницијом.

## Корисници
- Русија поседује – 160 јединица (13 ракетних бригада са по 12 јединица и једну јединицу са 4 јединице на полигону Капустин Јар).[80][81] Које су намењене служби у Западном војном округу у периоду од 2010. године.[82] Ове ракете су такође распоређене и у Јерменији.[38] Две испоруке из 2013. год [83] усмерене су у Ракетне јединице у Краснодарској и Ставропољској области као и у Републици Адигеји у саставу 49. армије Јужног војног округа и ка ракетној бригади у Источном војном округу које су оствариле пријем у своје редове система Искандер-М у току текуће 2013. године.[84] Након тога још једна испорука извршена је у јулу 2014.[85] а ракетна бригада, стационирана у области Оренбург, пренаоружана са старог на нови систем „Искандер-М“, што је финализовано до 20. новембра 2014. године.[86] Затим је 6. бригади испоручена серија ових ракета 16. јуна 2015. у јединицу у Улан Удеу (претпоставља се 103. ракетна бригада). Седмој бригади достављене су исте ракете у новембру 2015. године на подручју Јужног војног округа.[87] То јест свих планираних 120 комплекса.[88] А 20. самосталној гардијској ракетној бригади – 5. Комбиноване армије размештене у Источном војном округу (бригада стационирана у Спаско-Далном, Приморски крај) – у јуну 2016.[89] Још једна испорука извршена је у новембру 2016. год Централном војном округу МД. Након тога следећа испорука обављена је у 2-гом кварталу 2017. год. Уговором намењеним за проиводњу још две бригаде и крстареће ракете намењених овом систему потписан је у августу 2017. године, укупан број ракетних бригада ће бити повећан на 13.[90] Бригадни комплет тактичких балистичких ракетних система за модел Искандер-М испоручен је особљу велике ракетне јединице у Западном војном округу крајем 2017. године.[91] Последња бригада достављена је ОМУ-у намењена за ракетну формацију комбиноване војске у Курској области у новембру 2019. године.[92][93] Крајем 2021. године испоручен је још један комплет намењен за опремање једне бригаде и два батаљона.[94]
- Јерменија поседује – 25 јединица овог система.[95] Неколико система је приказано на проби параде поводом Дана независности у септембру 2016. Два менаџера руског војно-индустријског комплекса Рособоронекспорт потврдила су да су четири система 9К720 Искандер испоручена Јерменији по споразуму о наоружању у оквиру ОДКБ, чиме је Јерменија постала земља у војној унији са Русијом, то јест прва страна држава ван Русије која има поседује ове ракетне системе.[96][97] У фебруару 2017, министар одбране Јерменије изјавио је руским медијима да су ракете Искандера које су стациониране у Јерменији и приказане на војној паради у септембру 2016. у власништву Оружаних снага Јерменије и у чијем ће се наоружању од сада налазити.[98]
- Алжир поседује – 4 пука (48 лансера). Током изложбе Дубаи Еершоу 2017, представници Федералне службе за војно-техничку сарадњу званично су потврдили да је ракетни систем Искандер-Е испоручен једној од земаља из региона Блиског истока и Северне Африке.[99][100] Француски публициста из области одбране Филип Ланглоа објавио је у издању часописа ДСИ за септембар–октобар 2017. да је Алжир купио 4 пука Искандер-Е.[101] То је затим потврдио и магазин Комерсант.[102]
- Белорусија – је остварила куповину за сада још непознатог број балистичких ракетних система Искандер у мају 2022, што је изјавио белоруски председник Александар Лукашенко.[103] Према неким тумачењима председник Путин најавио је могући план давања Белорусији нуклеарних верзија ракете Искандер. Приликом разговора о систему Искандер он је у делу разговора о овом систему рекао : „може да испаљује балистичке и крстареће ракете, конвенционалне као и нуклеарне“.[104]

## Технички детаљи

### Спецификација
Произвођач :Воткинска фабрика машиноградње-(Воткинск) произвођач ракета
Титан Барикаде (Волгоград) – копнени део опреме
КБМ (Коломна) – предузеће које је развило ове системе
- Домет:
  - Максимални домет: 500 км ( за Искандер-М, незванично)
  - Минимални домет: 50 км[105]
- тачност: 5–7 м са терминалном фазом ТЕРКОМ оптоелектронским системом навођења (Искандер-М)[105]
- 1–30 м за модел 9К720[30][31]
- Време за лансирање: до 4 минута за постизање највишег степена борбене готовости, до 16 минута за прелазак у стање за покрет.[105]
- Временски размак између два лансирања: мање од минута[105]
- Опсег радне температуре: -50 °C до +50 °C [105]
- Брзина сагоревања: ≈2.100 м/с
- Број пројектила:
- на лансеру 9П78: 2 на транспортеру за пуњење ракетама
- 9Т250: 2
- додељени радни век: 10 година
- Посада: 3 (камион лансер)

## Саставни делови система
Комплетан систем Искандер укључује:
- пројектиле
- транспортно-монтажно-лансер возило (шасија камиона 8×8 МЗКТ-79306 АСТРОЛОГ) *Транспортно и утоварно возило (шасија камиона 8×8 МЗКТ-79306 АСТРОЛОГ)[106]
- Командно-штабно возило (шасија камиона на шест точкова КАМАЗ)
- Возило станице за припрему информација (шасија камиона на шест точкова КАМАЗ)
- Возило за одржавање и поправку (шасија камиона на шест точкова КАМАЗ)
- Возило за одржавање живота (шасија камиона на шест точкова КАМАЗ)
- Комплет депо опреме
- Комплет опреме за час обуке ТЕЛ (за пуњење система пројектилима)
- Комплет опреме за час обуке ЦСВ
- Плакати за са образовним садржајем за обуку.
- Макета пројектила за обуку

### Предвиђене мете
Систем је намењен за дејствовање конвенционалном бојевом главом, односно за гађање тачака и циљева у оквиру одговарајуће области, укључујући ту :
- за дејство по непријатељском ватреном оружју (ракетни системи, вишецевни ракетни системи, артиљеријска оруђа великог домета)
- за дејство по наоружању противваздушне и противракетне одбране,
- за дејство по наоружању противваздушне и противракетне одбране,као и аеродромима
- за дејство по командним местима и комуникационим чворовима
- за дејство по трупама у областима концентрације непријатељских снага
- за дејство по критичним објектима цивилне инфраструктуре

Такође оспособљен је за гађање по добро утврђеним циљевима, као што су бункери или заклона за авионе.

### Упоредиви пројектили
Х-47М2 Кинџал
Хјонмо-2 (можда је базиран на Искандеру)